# Liste der Monuments historiques in Thiraucourt
Die Liste der Monuments historiques in Thiraucourt führt die Monuments historiques in der französischen Gemeinde Thiraucourt auf.

## Liste der Objekte
| Bezeichnung                      | Beschreibung                           | Standort                        | Kennzeichnung | Schutzstatus | Datum | Bild |
| -------------------------------- | -------------------------------------- | ------------------------------- | ------------- | ------------ | ----- | ---- |
| Skulptur eines heiligen Bischofs | Stein, farbig gefasst, 16. Jahrhundert | in der Kirche St-Lambert (Lage) | PM88000920    | Classé       | 1964  |      |
| Skulptur Heilige Barbara         | Stein, farbig gefasst, 16. Jahrhundert | in der Kirche St-Lambert (Lage) | PM88000921    | Classé       | 1964  |      |